# Garde bourgeoise (Allemagne)

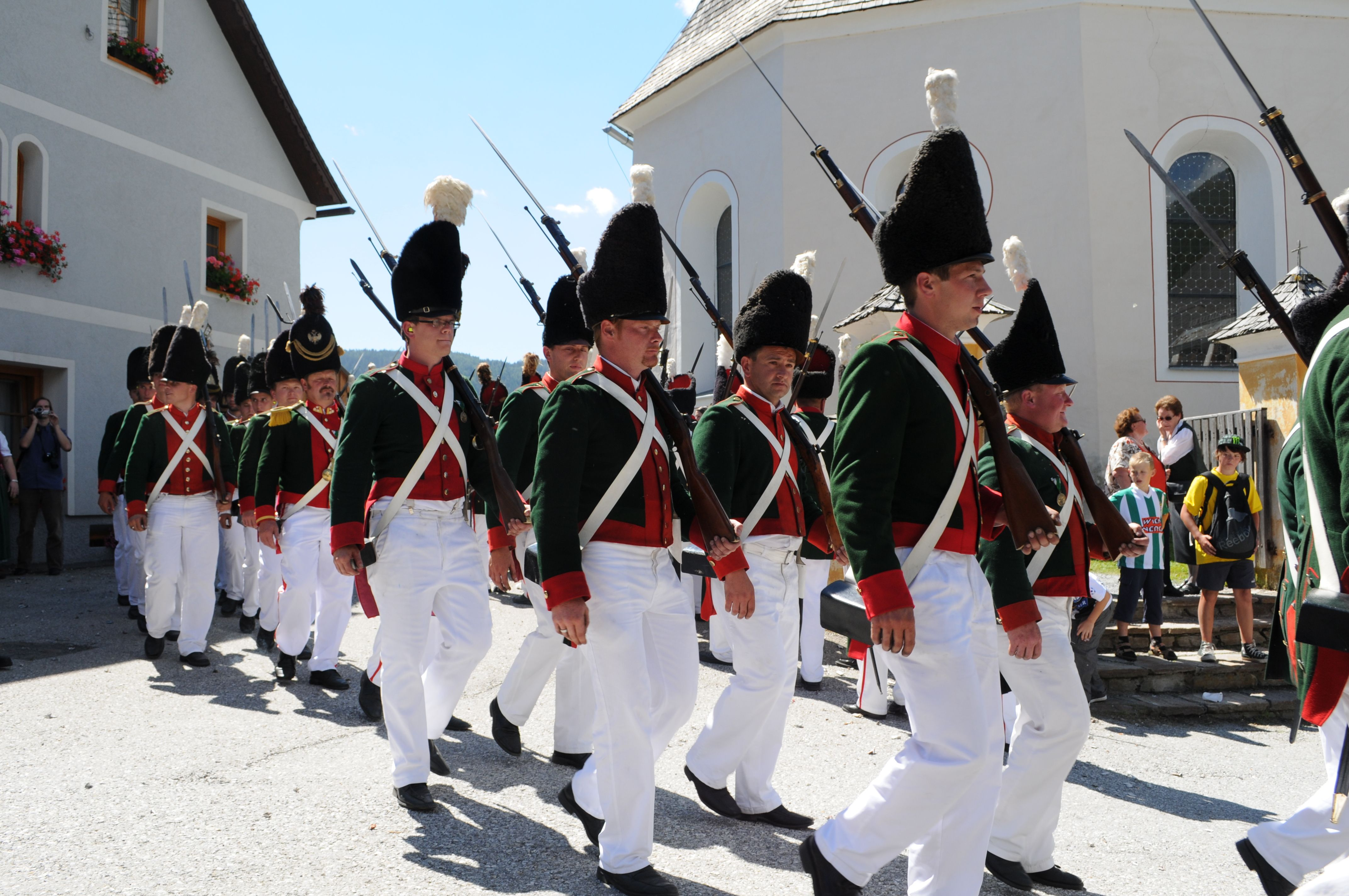
Garde bourgeoise de Krakaudorf (Styrie) à la procession de Samson en 2009.

Dans les pays de langue allemande, la Bürgerwehr, traduit en français par garde bourgeoise, est une ancienne unité paramilitaire créée pour la défense d'une localité. De telles gardes, analogues à la Garde bourgeoise belge  du XIXe siècle ou à la Garde nationale en France ou aux États-Unis, ont existé depuis l'époque du Saint-Empire. Certaines ont joué un rôle militaire actif pendant les guerres napoléoniennes comme la Bürgerwehr prussienne lors du siège de Colberg en 1807 ou les chasseurs tyroliens (de) pendant la révolte du Tyrol en 1809. Elles contribuent au maintien de l'ordre pendant les révolutions allemandes de 1848-1849. Dans la seconde moitié du XIXe siècle, elles sont dissoutes ou évoluent vers un service non armé comme celui de pompiers volontaires.
Après 1945, plusieurs Bürgerwehre se reconstituent comme sociétés folkloriques costumées.